# Torneå östra
Torneå östra (finska: Tornio-Itäinen, förkortat Tri) är en hållplats belägen två kilometer öster om Torneå järnvägsstation i stadsdelen Torpi i Torneå i Finland. Hållplatsen togs i bruk den 2 oktober 2008. Här stannar persontrafik och nattåg mellan Helsingfors och Kolari.
Hållplatsen ersatte hållplatsen Torneå norra som avvecklades år 2004.
På norra sidan av hållplatsen låg i slutet på 1980-talet Statsjärnvägarnas (VR) gamla lokstall, som sedan har rivits. 